# Lưu Vũ Hân
Lưu Vũ Hân (phồn thể: 劉雨昕; giản thể: 刘雨昕; bính âm: Liú Yǔ Xīn; tiếng Anh: XIN Liu; sinh ngày 20 tháng 04 năm 1997, nhóm máu B) là một nữ ca sĩ, vũ công chuyên nghiệp, nhà sản xuất âm nhạc, nhạc sĩ, rapper người Trung Quốc, từng là thành viên nhóm nhạc nữ LadyBees. Cô là cựu thành viên - Center của nhóm nhạc The Nine (THE9) bước ra từ show sống còn Thanh Xuân Có Bạn 2 do iQiyi sản xuất. Tác phẩm tiêu biểu: Hot Party, Không muốn nhớ đến anh (不要想念你), Biu Biu, Of Course, U&I, Khúc Luyện (练习曲), Album XANADU. Hiện cô đang là nghệ sĩ trực thuộc của công ty AMG (Asia Music Group).

## Tiểu sử
Lưu Vũ Hân từng theo mẹ đến rất nhiều sân khấu biểu diễn khác nhau từ khi cô còn rất nhỏ. Cô bắt đầu học văn học và nghệ thuật từ thuở niên thiếu và đã vượt qua kỳ thi piano cấp 8.
Lưu Vũ Hân bắt đầu tiếp xúc với hip-hop từ năm 10 tuổi. Sau khi tốt nghiệp tiểu học vào năm cô 12 tuổi Lưu Vũ Hân một mình đến Bắc Kinh để học nhảy hip-hop, học chuyên sâu popping, hơn nữa còn học xong trung học cơ sở và trung học phổ thông khoa nhảy hiện đại của Học viện âm nhạc hiện đại Bắc Kinh. Sau khi tốt nghiệp trung học, Lưu Vũ Hân thi đỗ vào ngành thu âm của Học viện Thể thao và Văn Hóa Nghệ thuật Thiên Tân.

## Sự nghiệp

### Năm 2010 - 2015: Tham gia các cuộc thi lớn nhỏ toàn quốc
- Năm 2010, Á quân cuộc thi nhảy tập thể "Hoan Lạc Cốc MTV" Bắc Kinh.
- Năm 2011, top 4 cuộc thi popping "WIB khu cấp 3", á quân cuộc thi Krump "Keep your style" Bắc Kinh.
- Năm 2012, Lưu Vũ Hân tham gia chương trình《向上吧！少年》- “Tiến lên nào! Thiếu niên!” của đài truyền hình Hồ Nam và tham gia vào nhóm vũ đoàn lớn, trở thành thành viên nữ duy nhất trong đoàn, cuối cùng nhận được giải nhất.
- Năm 2013, Lưu Vũ Hân tham gia Xuân Vãn Toàn Cầu BTV, hát bài hát《我的歌声里》- “Trong tiếng hát của tôi”, biểu diễn thêm một màn popping; Tham gia chương trình vũ đạo “So you think you can dance”《舞林争霸》- (Vũ Lâm Tranh Bá) của đài Đông Phương, với một màn biểu diễn popping đã nhận được 4 phiếu thông qua của giám khảo; Quán quân cuộc thi popping "Sexy Dancer" ở Quý Dương. Quán quân cuộc thi "Thể thao street dance dương quang Bắc Kinh"; Nhân được danh hiệu "Popper mạnh nhất" trong cuộc thi "Popper mạnh nhất trường Âm nhạc Hiện đại Bắc Kinh".
- Năm 2015, Lưu Vũ Hân tham gia cuộc tuyển chọn thực tập sinh của Huyễn Phong Văn Hóa, thông qua nhiều vòng tuyển chọn, trở thành một trong 100 thực tập sinh Mật Phong, trải qua 3 tháng huấn luyện nền tảng, cùng năm đó, Lưu Vũ Hân sáng tác ca khúc đầu tiên của bản thân “Chưa từng”.

### Năm 2016 - 2019: Tham gia chương trình sống còn Lady Bees - Hoạt động trong nhóm nhạc nữ Lady Bees
- Tháng 3 năm 2016, tham gia chương trình đào tạo nhóm nhạc nữ《蜜蜂少女队》- “Lady Bees” của đài truyền hình Chiết Giang cùng các thực tập sinh Mật Phong khác, ngày 28/5 cùng năm, vào buổi chung kết của “Lady Bees”, Lưu Vũ Hân đã cùng Hứa Hòa Kỳ, Trương Hy Nhã, La Thù Hàm, Quan Khải Nguyên, Trương Du Nhiên, Khổng Tuyết Nhi ra mắt thành công, trở thành 7 cô gái của nhóm nhạc “Lady Bees”, 30 tháng 5 cùng năm, hai MV chủ đạo “Bang bang” và “Cùng nhau nhảy múa nào”  trong EP đầu tiên của nhóm ra mắt; ngày 15 tháng 6, phát hành EP đầu tiên của nhóm “Lady Bees”, gồm  4 bài hát:  “Bang Bang”, “Lady Bees” v.v và một bản beat; tháng 10, tham gia ghi hình chương trình tài năng “Tôi muốn lên Xuân Vãn” của CCTV-3.
- Ngày 11 tháng 2 năm 2017, Lady Bees tham gia chương trình Tết Nguyên Tiêu của đài trung ương, biểu diễn ca khúc “Hoa đăng ngày rằm”, ngày 30 tháng 3, Lady Bees ra mắt album nhóm đầu tiên《GPS密封令》- “GPS Lệnh phong kín”, gồm 8 bài hát: 《你爱不爱我》-“Bạn có yên tôi không”,《微笑面具》- “Mặt nạ gượng cười” v.v với một bản beat. Ngày 26 tháng 4, ra mắt bài hát《穷得只剩音乐》- “Chỉ còn có âm nhạc” với Trương Du Nhiên, Tằng Vịnh Cố; ngày 20 tháng 6, Lady Bees nhận được giải thưởng Nhóm idol nữ có sức hút nhất trong “Đêm lễ ISTAR”.
- Ngày 25 tháng 2 năm 2018, Lưu Vũ Hân diễn vai chính trong bộ phim điện ảnh mạng “Lady Bees” do iQIYI phát sóng, ngày 23 tháng 3, phát hành ca khúc nhạc điện tử solo 《Feel Good》; Ngày 20 tháng 5, phát hành EP cá nhân《XIN》, bao gồm 4 bài hát 《Hot Party》《Feel Good》《就是你》(Chính là anh) và《不要想念你》(Không muốn nhớ anh), Lưu Vũ Hân cũng tham gia vào công đoạn chế tác EP. Tháng 11, phát hành album mini《Queen Bee》cùng nhóm.
- Tháng 2 năm 2019, Lady Bees lên sân khấu Xuân Vãn của đài Đông Phương, biểu diễn ca khúc “Hạnh phúc đón xuân”, “Lady Bees” và “Câu đảo ngược”.

### Năm 2020 - 2021: Tham gia chương trình sống còn Thanh Xuân Có Bạn 2 - Hoạt động cùng nhóm nhạc nữTHE NINE

#### Quá trình tham gia Thanh Xuân Có Bạn mùa 2:
- Tháng 1 năm 2020, tham gia chương trình 《青春有你第二季》- Thanh Xuân Có Bạn mùa 2 của iQIYI. Ngày 18/3/2020, bài hát chủ đề của chương trình Thanh Xuân Có Bạn 2 "Yes, OK!" chính thức phát sóng, Lưu Vũ Hân đứng ở vị trí trung tâm trong 108 người. Ngày 30/5/2020, trong đêm chung kết của chương trình, Lưu Vũ Hân tiếp tục đứng vị trí trung tâm khi trình diễn ca khúc chủ đề và đồng thời giành được hạng nhất, thành công ra mắt với nhóm nhạc nữ THE NINE, đảm nhận vị trí trung tâm của nhóm.

#### Công diễn/ Tiết mục biểu diễn
| Số vòng công diễn/ tiết mục biểu diễn | Vị trí     | Bài hát trình diễn                                            | Ca sĩ gốc               | Thứ hạng/ xếp lớp | Số phiếu (chưa cộng số phiếu thưởng) | Ghi chú                                  |
| ------------------------------------- | ---------- | ------------------------------------------------------------- | ----------------------- | ----------------- | ------------------------------------ | ---------------------------------------- |
| Vòng xếp lớp đầu tiên                 | Solo       | No Joke                                                       | La Chí Tường            | A                 |                                      |                                          |
| Công diễn 1: Đánh giá vị trí          | Nhảy chính | Phá Gió (破风)                                                | EXO                     | 16/ B             | 184                                  | Đứng nhất toàn nhóm nhỏ                  |
| Công diễn 2: Đấu nhóm nhỏ             | Trung tâm  | Muốn Gặp Anh, Muốn Gặp Anh, Muốn Gặp Anh (想见你想见你想见你) | 八三夭 831              | 1                 | 291                                  | Đứng nhất toàn trường công diễn          |
| Khảo sát bài hát chủ đề               |            | Yes, OK!                                                      |                         | A                 |                                      | Đạt được vị trí trung tâm bài hát chủ đề |
| Công diễn 3: Trình diễn bài hát gốc   | Trung tâm  | Lion                                                          |                         | 1                 | 183                                  | Đứng nhất toàn trường công diễn          |
| Sân khấu thưởng                       | Trung tâm  | Reverse                                                       | CORSAK ft. Mã Ngâm Ngâm |                   |                                      |                                          |
| Công diễn 4: Sân khấu kết hợp         |            | I'm Not Yours                                                 | Jolin Tsai Thái Y Lâm   |                   |                                      | Kết hợp cùng huấn luyện viên Lisa        |
| Đêm chung kết                         | Hát chính  | A Little Bit                                                  |                         |                   |                                      |                                          |

#### Thứ hạng vòng loại
| Số vòng loại  | Số phiếu   | Thứ hạng |
| ------------- | ---------- | -------- |
| Vòng loại 1   | 13,103,742 | 8        |
| Vòng loại 2   | 19,881,885 | 2        |
| Vòng loại 3   | 9,269,840  | 1        |
| Đêm chung kết | 17,359,242 | 1        |

### Năm 2021- nay: Chính thức hoạt động dưới tư cách nghệ sĩ solo
Tháng 12/2021, nhóm nhạc nữ THE9 chính thức giải tán theo hợp đồng của công ty Idol Thanh Xuân, từ đó trở về sau Lưu Vũ Hân chính thức trở thành nghệ sĩ solo. Cũng trong cuối năm đó, cô cho ra mắt album đầu tay của mình "Xanadu". Album gồm 10 ca khúc và 10 MV vũ đạo, chứa đựng sự kết hợp giữa các yếu tố nguyên sơ của người dân tộc thiểu số và hiện đại.
Tháng 7/2023, Lưu Vũ Hân chính thức mở tour concert đầu tiên mang tên "XANADU" và trở thành nữ ca sĩ sinh sau năm 1995 đầu tiên của Trung Quốc mở concert với lượng khán giả hơn mười ngàn người.

## Âm nhạc

### Đĩa đơn
| STT | Tên bài hát                     | Tên tiếng Trung | Thời gian phát hành | Ghi chú                                                               |
| --- | ------------------------------- | --------------- | ------------------- | --------------------------------------------------------------------- |
| 1   | Beat Holic                      | 節奏病          | 1/6/2020            | Ca khúc tri ân người hâm mộ                                           |
| 2   | BiuBiu                          |                 | 25/12/2020          | Ca khúc cá nhân trong album Matrix của The Nine                       |
| 3   | Thanh Xuân Phú                  | 青春賦          | 20/04/2022          | Hợp tác với Báo Thanh niên Trung Quốc                                 |
| 4   | Người Bảo Vệ Hy Vọng            | 守夢著          | 30/06/2022          | Hợp tác với Báo Thanh niên Trung Quốc                                 |
| 5   | Better                          |                 | 18/07/2022          | Hợp tác với BoA                                                       |
| 6   | Hân Hạnh                        | 幸會            | 28/09/2022          | Ca khúc nằm trong đĩa than hợp tác với nghệ thuật gia Hajime Sorayama |
| 7   | Giấc Mơ Năm Ánh Sáng            | 夢之光年        | 19/01/2023          | Ca khúc sáng tác dành riêng cho đêm Xuân Vãn đài Hà Nam               |
| 8   | Bỗng Dưng Nhớ Đến               | 忽然想起來      | 15/04/2023          | Ca khúc chủ đề Liên hoan phim Bắc Kinh                                |
| 9   | Dù Cho Không Giữ Được Thời Gian | 雖然時間留不住  | 14/06/2023          | Ca khúc chủ đề chương trình Thành Phố Bảo Tàng                        |
| 10  | Cổ Tích Rực Rỡ                  | 閃光的童話      | 25/06/2023          | Ca khúc thuộc album Xích Mộng Hoa Hạ hợp tác với TMEA                 |

### Album
| STT | Tên album/ EP | Tên bài hát             | Tên tiếng Trung | Thời gian phát hành |
| --- | ------------- | ----------------------- | --------------- | ------------------- |
| 1   | XIN           | Hot Party               | 火热派对        | 20/05/2018          |
| 1   | XIN           | Không Muốn Nhớ Đến Anh  | 不要想念你      | 20/05/2018          |
| 1   | XIN           | Chính Là Anh            | 就是你          | 20/05/2018          |
| 1   | XIN           | Feel Good               |                 | 20/05/2018          |
| 2   | EPSILON       | Of Course               | 理所当然        | 20/04/2021          |
| 2   | EPSILON       | U&I                     | 我和你          | 20/04/2021          |
| 2   | EPSILON       | Khúc Luyện              | 练习曲          | 20/04/2021          |
| 3   | XANADU        | Baby I Know             | 宝贝，我知道    | 11/12/2021          |
| 3   | XANADU        | Hắc Nhật Bạch Nguyệt    | 黑日白月        | 29/12/2021          |
| 3   | XANADU        | Bão                     | 飓              | 19/01/2022          |
| 3   | XANADU        | New and more            | 更新更多        | 23/02/2022          |
| 3   | XANADU        | Kế Hoạch Không Xác Định | 未知计划        | 03/09/2022          |
| 3   | XANADU        | Look Into The Mirror    |                 | 13/04/2022          |
| 3   | XANADU        | Like Love               | 似爱            | 27/04/2022          |
| 3   | XANADU        | Tôi Và Tôi              | 我和我          | 18/05/2022          |
| 3   | XANADU        | Boom Tick Boom          |                 | 13/07/2022          |
| 3   | XANADU        | #63EBE9                 |                 | 17/07/2023          |

## Giải thưởng cá nhân

### Âm nhạc
| Năm  | Giải thưởng                                              | Đơn vị                                           | Tác Phẩm       | Tên Tiếng Trung | Ghi chú   |
| ---- | -------------------------------------------------------- | ------------------------------------------------ | -------------- | --------------- | --------- |
| 2020 | Quán Quân Bài Hát Tuần Bảng Âm Nhạc Tiếng Trung Toàn Cầu | CCTV                                             | Beat Holic     | 节奏病          | Đoạt giải |
| 2021 | Ca Sĩ Nổi Tiếng Của Năm                                  | Đông Phuơng Phong Vân Bảng                       |                |                 | Đoạt giải |
| 2021 | Nữ Ca Sĩ Có Sức Ảnh Hưởng Trên Mạng                      | Đông Phuơng Phong Vân Bảng                       |                |                 | Đoạt giải |
| 2021 | Ca Sĩ Nổi Tiếng Trên Weibo                               | Đông Phuơng Phong Vân Bảng                       |                |                 | Đoạt giải |
| 2021 | Ca Sĩ Hát Nhảy Xuất Sắc Nhất Của Năm                     | Lễ trao giải Giải trí Âm nhạc Đằng Tần lần thứ 3 |                |                 | Đoạt giải |
| 2021 | Nhà Âm Nhạc Của Năm                                      | iFeng Fashion Choice                             |                |                 | Đoạt giải |
| 2022 | Ca Sĩ Được Yêu Thích Nhất của Năm                        | Đông Phuơng Phong Vân Bảng                       |                |                 | Đoạt giải |
| 2022 | Sân Khấu Được Mong Chờ Nhất                              | Đông Phuơng Phong Vân Bảng                       | Boom Tick Boom |                 | Đoạt giải |
| 2023 | Nữ ca sĩ nội địa có sức ảnh hưởng nhất                   | Lễ trao giải Giải trí Âm nhạc Đằng Tần lần thứ 4 |                |                 | Đoạt giải |
| 2023 | Nhà sản xuất âm nhạc tiềm năng mới                       | Lễ trao giải Giải trí Âm nhạc Đằng Tần lần thứ 4 |                |                 | Đoạt giải |

### Các giải thưởng khác
| Năm  | Hạng mục                                    | Đơn vị                |
| ---- | ------------------------------------------- | --------------------- |
| 2020 | Tính Anh 30 Under 30                        | Forbes Trung Quốc     |
| 2020 | Ngôi Sao Nổi Tiếng Của Năm                  | Sohu Thời Trang       |
| 2020 | Top 10 Nhân Vật Của Năm                     | Giải Trí Nam Đô       |
| 2020 | Sức Mạnh Của Năm                            | Bác Khách Thiên Hạ    |
| 2020 | Nữ Nghệ Sĩ Nổi Tiếng Của Năm                | Phượng Hoàng Võng     |
| 2021 | Tấm Gương "Chúng Tôi Có Tín Ngưỡng" Của Năm | Phượng Hoàng Giải Trí |

## Tạp chí (Bìa cá nhân)
|    | Năm  | Tạp chí                | Thời gian phát hành      | Ghi chú                                      |
| -- | ---- | ---------------------- | ------------------------ | -------------------------------------------- |
| 1  | 2020 | InStyle                | Tháng 8                  | Số 611                                       |
| 2  | 2020 | InStyle Icon           | Tạp chí giấy số đầu tiên |                                              |
| 3  | 2020 | Trend's Health         | Tháng 9                  | Số báo tháng phát động phong trào lễ phục đỏ |
| 4  | 2020 | L'Officel              | Tháng 10                 | Số báo tháng bạc                             |
| 5  | 2020 | Nylon                  | Tháng 10                 | Số báo kỉ niệm 3 năm thành lập               |
| 6  | 2020 | Ellemen Tân Thanh Niên | Tháng 11                 | Số mùa đông 2020                             |
| 7  | 2020 | Grazia                 | Tháng 12                 | Số 488                                       |
| 8  | 2021 | OK                     | Tháng 1                  | Số 217 (Số khai niên)                        |
| 9  | 2021 | VogueMe                | Tháng 2                  | Số khai niên 2021                            |
| 10 | 2021 | Men's Uno              | Tháng 3                  |                                              |
| 11 | 2021 | Wonderland.            | Tháng 4                  | Số báo kỉ niệm 1 năm thành lập               |
| 12 | 2021 | L 'Officiel Hommes     | Tháng 4                  | Số báo kỉ niệm 100 năm thành lập             |
| 13 | 2021 | Instyle                | Tháng 4                  |                                              |
| 14 | 2021 | Super ELLE             | Tháng 5                  |                                              |
| 15 | 2021 | Bazaar Art             | Tháng 6                  |                                              |
| 16 | 2021 | Trend’s Health         | Tháng 7                  | Số báo kỉ niệm 21 năm thành lập              |
| 17 | 2022 | Madame Figaro          | Tháng 1                  | Số khai niên 2022                            |
| 18 | 2022 | L'Officiel             | Tháng 3                  | Số khai quý 2022                             |
| 19 | 2022 | Schon                  | Spring/Summer            | Số thứ 3                                     |
| 20 | 2022 | Bazaar Việt Nam        | Tháng 5                  |                                              |
| 21 | 2022 | GQ                     | Tháng 11                 |                                              |
| 22 | 2022 | Super ELLE             | Tháng 12                 | Tháng kết niên                               |
| 23 | 2023 | L'Officiel             | Tháng 6                  |                                              |
| 24 | 2023 | COSMO                  | Tháng 8                  | Tháng kỉ niệm 30 năm thành lập               |
| 25 | 2023 | Super ELLE             | Tháng 12                 | Tháng kết niên                               |

## Hợp tác thương mại
| STT | Thương hiệu            | Danh phận                                     | Thời gian công bố | Ghi chú      |
| --- | ---------------------- | --------------------------------------------- | ----------------- | ------------ |
| 1   | Dove                   | Đại sứ thương hiệu                            | 01/06/2020        | Hết hợp đồng |
| 2   | Darlie                 | Đại sứ thương hiệu                            | 01/06/2020        | Hết hợp đồng |
| 3   | TOT                    | Đại diện dòng sản phẩm                        | 15/06/2020        | Hết hợp đồng |
| 4   | Dior                   | Bạn thân dòng dưỡng da khu vực Trung Quốc     | 17/06/2020        | Hết hợp đồng |
| 5   | Make Up For Ever       | Đại sứ khu vực Châu Á Thái Bình Dương         | 22/07/2020        | Hết hợp đồng |
| 6   | Daily Dark Chocolate   | Người đại diện thương hiệu                    | 18/08/2020        | Hết hợp đồng |
| 7   | Sofy                   | Đại sứ dòng năng lượng ấm áp                  | 24/09/2020        | Hết hợp đồng |
| 8   | Ezvalo                 | Đại diện thương hiệu                          | 31/10/2020        | Hết hợp đồng |
| 9   | Penfolds               | Đại sứ thương hiệu dòng PENFOLDS MAX'S        | 18/11/2020        | Hết hợp đồng |
| 10  | Dior                   | Bạn thân thương hiệu khu vực Trung Quốc       | 09/12/2020        | Hết hợp đồng |
| 11  | Häagen-Dazs            | Đại diện thương hiệu                          | 12/12/2020        | Hết hợp đồng |
| 12  | Calvin Klein Underwear | Đại diện khu vực Châu Á Thái Bình Dương       | 16/12/2020        | Hủy hợp đồng |
| 13  | Make Up For Ever       | Đại sứ thương hiệu toàn cầu                   | 01/01/2021        | Hết hợp đồng |
| 14  | Sofy                   | Đại sứ thuơng hiệu                            | 24/2/2021         | Hết hợp đồng |
| 15  | Casio G-Shock          | Người đại diện thương hiệu                    | 19/04/2021        | Hết hợp đồng |
| 16  | Bạn học Tiểu Minh      | Người đại diện thương hiệu                    | 28/04/2021        | Hết hợp đồng |
| 17  | Heyperfect             | Người đại diện thương hiệu                    | 17/05/2021        | Hết hợp đồng |
| 18  | Foreo                  | Người đại diện thương hiệu toàn cầu           | 24/05/2021        | Hết hợp đồng |
| 19  | Solid Gold             | Người đại diện thương hiệu toàn cầu           | 27/05/2021        | Hết hợp đồng |
| 20  | WonderLab              | Người đại diện thương hiệu                    | 06/08/2021        | Hết hợp đồng |
| 21  | Dior                   | Đại sứ thương hiệu                            | 06/12/2021        | Đang hợp tác |
| 22  | Kimtrue                | Người đại diện dòng sản phẩm chăm sóc cơ thể  | 05/01/2022        | Hết hợp đồng |
| 23  | Comvita                | Người đại diện toàn cầu                       | 17/5/2022         | Hết hợp đồng |
| 24  | Sisley                 | Người đại diện thương hiệu Hair Rituel        | 10/06/2022        | Đang hợp tác |
| 25  | Rayban                 | Người đại diện khu vực Đại Trung Hoa          | 19/07/2022        | Đang hợp tác |
| 26  | Thánh Địa AFK          | Người đại diện khu vực Đại Trung Hoa đầu tiên | 25/12/2022        | Hết hợp đồng |
| 27  | DrCiLabo               | Người đại diện khu vực Châu Á Thái Bình Dương | 10/04/2023        | Đang hợp tác |
| 28  | NewEra                 | Người đại diện thương hiệu                    | 20/04/2023        | Đang hợp tác |
| 29  | UrbanRevivo            | Người đại diện toàn cầu                       | 16/05/2023        | Đang hợp tác |
| 30  | Coke Studio            | Người đại diện khu vực Trung Quốc             | 17/06/2023        | Đang hợp tác |
| 31  | Pandora                | Người đại diện thương hiệu                    | 13/07/2023        | Đang hợp tác |
| 32  | Crocs                  | Người đại diện thương hiệu toàn cầu           | 22/02/2024        |              |

## Chương trình truyền hình/ chiếu mạng
| STT | Tên tiếng Việt                    | Tên tiếng Trung  | Tên tiếng Anh              | Nhà đài     | Năm  | Vai trò               |
| --- | --------------------------------- | ---------------- | -------------------------- | ----------- | ---- | --------------------- |
| 1   | Tiến Lên Nào, Thiếu Niên!         | 向上吧！少年！   | Rise up kids               | Hồ Nam      | 2012 | Thí sinh              |
| 2   | Vũ Lâm Tranh Bá                   | 舞林争霸         | So You Think You Can Dance | Đông Phương | 2013 | Thí sinh              |
| 3   | Thiếu Nữ Ong Mật                  | 蜜蜂少女         | Lady Bees                  | Chiết Giang | 2016 | Thí sinh              |
| 4   | Rap Của Trung Quốc                | 中国有嘻哈       | Rap of China               | iQIYI       | 2018 | Thí sinh              |
| 5   | Đây Là Nhảy Đường Phố 2           | 这！就是街舞S2   | Street Dance of China 2    | YOUKU       | 2019 | Thí sinh              |
| 6   | Thanh Xuân Có Bạn 2               | 青春有你2        | Youth With You 2           | iQIYI       | 2020 | Thí sinh              |
| 7   | Đối Tác Trào Lưu 2                | 潮流合伙人2      | Fourtry 2                  | iQIYI       | 2020 | Thành viên thường trú |
| 8   | Vũ Vương Giấu Mặt                 | 蒙面舞王         | Masked Dancer King         | Giang Tô    | 2020 | Thí sinh              |
| 9   | Phi Nhật Thường Party             | 非日常派对       | Let's Party                | iQIYI       | 2020 | Thành viên thường trú |
| 10  | Đây Là Nhảy Đường Phố 3           | 这！就是街舞S3   | Street Dance of China 3    | YOUKU       | 2020 | Khách mời một kỳ      |
| 11  | Doanh Trại Vui Vẻ                 | 快乐大本营       | Happy Camp                 | Hồ Nam      | 2020 | Khách mời một kỳ      |
| 12  | Ngày Ngày Tiến Lên                | 天天向上         | Day day up                 | Hồ Nam      | 2021 | Khách mời một kỳ      |
| 13  | Check-in Nào! Nhóm Ăn Hàng        | 打卡吧! 吃货团   | Jiayou ganfanren           | Đông Phương | 2021 | Thành viên thường trú |
| 14  | Xin Chào Cuộc Sống                | 你好,生活        | Say Hello to life          | CCTV3       | 2021 | Khách mời             |
| 15  | Lời Hẹn Giấc Mơ Mùa Đông          | 冬梦之约         |                            | Bắc Kinh    | 2021 | Khách mời             |
| 16  | Lời Hẹn Giấc Mơ Mùa Đông          | 冬梦之约冰雪盛典 |                            | Bắc Kinh    | 2022 | Khách mời             |
| 17  | Olympic Mùa Đông - Đến Như Đã Hẹn | 冬奥·如约而至    |                            | CCTV3       | 2022 | Khách mời             |
| 18  | Liên Minh Vận Động Viên           | 运动者联濛       | Super Team                 | Bắc Kinh    | 2022 | Thành viên thường trú |
| 19  | Xin Chào Thứ Bảy                  | 你好星期六       | Hello, Saturday            | Hồ Nam      | 2022 | Khách mời một kỳ      |
| 20  | Người Theo Đuổi Vì Sao 2          | 追星星的人 2     | Star Chaser 2              | Chiết Giang | 2022 | Khách mời một kỳ      |
| 21  | EDM Hành Tinh Siêu Cảm            | 超感星电音       | Epop of China              | Youku       | 2022 | Thành viên thường trú |
| 22  | Bước Nhảy Đường Phố Trung Quốc 5  | 这就是街舞5      | Street Dance of China 5    | Youku       | 2022 | Thành viên thường trú |
| 23  | Check-in Nào! Nhóm Ăn Hàng 2      | 打卡吧! 吃货团 2 | Jiayou ganfanren 2         | Đông Phương | 2022 | Thành viên thường trú |
| 24  | 2060 Xứ Sở Nguyên Âm              | 2060 元音之境    |                            | Giang Tô    | 2022 | Khách mời một kỳ      |